# Mark Kendall
Mark Kendall (29 de abril de 1957) es un guitarrista estadounidense nacido en Loma Linda, California. Junto al vocalista Jack Russell fundó la agrupación de hard rock Great White, con la que obtuvo gran reconocimiento en los años ochenta. Kendall está casado con Bridget Kendall y tiene cuatro hijos: Jonathan (31), Ashley (25), Taylor (24) y Shane (21). Su tiempo libre lo dedica a producir álbumes y a jugar póker y billar.

## Discografía

### Great White
- Great White (1984)
- Shot in the Dark (1986)
- Once Bitten... (1987)
- ...Twice Shy (1989)
- Hooked (1991)
- Psycho City (1992)
- Sail Away (1994)
- Let It Rock (1996)
- Can't Get There from Here (1999)
- Back to the Rhythm (2007)
- Rising (2009)
- Elation (2012)